# Joe E. Tata
Joe E. Tata (* 13. September 1936 in Pittsburgh, Pennsylvania; eigentlich Joseph Evan Tata; † 24. August 2022 in Los Angeles, Kalifornien) war ein US-amerikanischer Schauspieler.

## Leben
Tata begann 1960 mit einem Gastauftritt in der Krimiserie Peter Gunn seine Schauspielkarriere, die sich auch in den folgenden Jahrzehnten vor allem auf das Fernsehen konzentrierte. Er trat in Gastrollen in zahlreichen Fernsehserien auf, in den 1960er Jahren unter anderem in Kobra, übernehmen Sie und Time Tunnel, in den 1970er Jahren in Detektiv Rockford – Anruf genügt und Die Straßen von San Francisco und in den 1980er Jahren in Simon & Simon und Das A-Team. Daneben spielte er in einigen für das Fernsehen produzierten Spielfilmen, darunter Kill Me If You Can über den Fall Chessman, in einem Film über Lou Gehrig und einer Neuverfilmung des Films Das Tal der Puppen.
Einem breiteren Publikum wurde Tata aber erst ab 1990 durch die Rolle des Nat Bussichio in der Serie Beverly Hills, 90210 bekannt. Bis 2000 spielte er in 238 Folgen den ehemaligen Hollywoodschauspieler und jetzigen Betreiber des 1950er-Jahre-Diners Peach Pit; zunächst als wiederkehrende Gastrolle, ab der fünften Staffel als Mitglied der Stammbesetzung. Nach dem Ende der Serie hatte er noch einen Gastauftritt in der wie Beverly Hills, 90210 von Aaron Spelling produzierten Serie Charmed – Zauberhafte Hexen, war dann jedoch über mehrere Jahre nicht mehr in Film und Fernsehen präsent. 2008 trat er noch einmal als Gast in drei Folgen der Nachfolgeserie 90210 in seiner Rolle des Nat Bussichio auf. Danach trat er 2014 ein letztes Mal als Schauspieler mit einer Episoden-Rolle in der Serie Mystery Girls in Erscheinung. Sein Schaffen für Film und Fernsehen umfasst mehr als 80 Produktionen.
2018 wurde bei Tata die Alzheimer-Krankheit diagnostiziert. Er starb am 24. August 2022 im Alter von 85 Jahren in einem Pflegeheim in Woodland Hills, einem Stadtteil von Los Angeles.

## Filmografie (Auswahl)

### Fernsehserien
- 1960: Peter Gunn (Folge 3x05)
- 1963–1964: The Outer Limits (2 Folgen)
- 1964–1965: No Time For Sergeants (5 Folgen)
- 1964–1967: Die Seaview – In geheimer Mission (Voyage to the Bottom of the Sea, 3 Folgen)
- 1966: Ein Käfig voller Helden (Hogan’s Heroes, Folge 1x22)
- 1966: Time Tunnel (2 Folgen)
- 1966–1968: Batman (5 Folgen)
- 1966–1972: Kobra, übernehmen Sie (Mission: Impossible, 3 Folgen)
- 1967: Verschollen zwischen fremden Welten (Lost in Space, 5 Folgen)
- 1968: Der Marshall von Cimarron (Cimarron Strip, Folge 1x18)
- 1971–1973: Mannix (3 Folgen)
- 1971–1973: FBI (The F.B.I., 3 Folgen)
- 1972–1973: Adam-12 (3 Folgen)
- 1973: Notruf California (Emergency!, Folge 2x17)
- 1974: Toma (Folge 1x14)
- 1974: Der Chef (Ironside, Folge 8x04)
- 1974–1978: Detektiv Rockford – Anruf genügt (The Rockford Files, 8 Folgen)
- 1975: Cannon (2 Folgen)
- 1976: Die Straßen von San Francisco (The Streets of San Francisco, Folge 4x18)
- 1977: Make-up und Pistolen (Police Woman, Folge 3x19)
- 1977: Barnaby Jones (Folge 5x18)
- 1978: Quincy (Folge 3x16)
- 1978: Wonder Woman (Folge 3x04 Die Vernissage)
- 1980–1981: Vegas (Vega$, 3 Folgen)
- 1983: Hotel (Folge 1x11)
- 1984: Ein Colt für alle Fälle (The Fall Guy, Folge 3x19)
- 1984: Simon & Simon (Folge 4x05 Haben Sie mein Alibi gesehen?)
- 1984: Mike Hammer (Mickey Spillane’s Mike Hammer, Fernsehserie, Folge 07x01 "The Sex Trap")
- 1985: Matt Houston (Folge 3x14)
- 1985: Das A-Team (The A-Team, Folge 3x16 Boxkämpfe)
- 1985: Die Fälle des Harry Fox (Crazy like a Fox, Folge 2x07)
- 1986: Polizeirevier Hill Street (Hill Street Blues, 2 Folgen)
- 1987: Magnum (Magnum, P.I., Folge 8x03 Das Müllparadies)
- 1990–2000: Beverly Hills, 90210 (238 Folgen)
- 1991: Hunter (Folge 7x15)
- 2001: Charmed – Zauberhafte Hexen (Charmed, Folge 3x21 Die Todesfee)
- 2008: 90210 (3 Folgen)
- 2014: Mystery Girls (Folge 1x05)

### Fernsehfilme, Miniserien und Spielfilme
- 1970: Das Netz der Spinne (Along Came a Spider, Fernsehfilm)
- 1970: Wo, bitte, geht’s zur Front? (Which Way to the Front?)
- 1972: Magnum Heat (Hickey & Boggs)
- 1972: Roller-Fieber (Unholy Rollers)
- 1975: Todesschreie (Death Scream, Fernsehfilm)
- 1977: Der Mann in der Todeszelle (Kill Me If You Can, Fernsehfilm)
- 1978: Terror aus den Wolken – Killer Bienen 2 (Terror Out of the Sky, Fernsehfilm)
- 1981: Das Tal der Puppen (Jacqueline Susann's Valley of the Dolls, Miniserie)
- 1985: Hollywood – Intim und Indiskret (Hollywood Wives, Miniserie, 2 Folgen)
- 1992: Wild Angel (Love Is Like That)
- 1996: Die Killer-Klinik (Terminal, Fernsehfilm)